# Чкалово (Светлогорский район)
Чкалово (бел. Чка́лава; до 20 апреля 1939 года — Кокуевичи) — деревня в Осташковичском сельсовете Светлогорского района Гомельской области Республики Беларусь.

## География

### Расположение
В 35 км на юг от Светлогорска, 36 км от железнодорожной станции Светлогорск-на-Березине (на линии Жлобин — Калинковичи), 100 км от Гомеля.

### Гидрография
На западе сеть мелиоративных каналов.

## Транспортная сеть
Рядом автодорога Василевичи — Горваль. Планировка состоит из прямолинейной улицы почти меридиональной ориентации, к которой на юге присоединена дугообразная улица с широтной ориентацией. Застройка двусторонняя, деревянная, усадебного типа.

## История
Согласно письменным источникам известна с XVIII века, когда село Кокуевичи было во владении Потоцких, а затем Масальских. С 1791 года действовала Рождества-Богородицкая церковь.
После 2-го раздела Речи Посполитой (1793 год) в составе Российской империи. В 1850 году владение помещика Адамовича. В 1886 году построено новое деревянное здание церкви (в ней хранились метрические книги с 1814 года). В 1908 году в Якимовослободской волости Речицкого уезда Минской губернии. В 1900 году открыта школа, которая размещалась в наёмном крестьянском доме, в начале 1920-х годов для неё выделено национализированное здание.
С 20 августа 1924 года до 16 июля 1954 года центр Кокуевичского (с 20 апреля 1939 года Чкаловского) сельсовета Калинковичского, с 27 сентября 1930 года Мозырского, с 5 февраля 1931 года Речицкого, с 20 февраля 1938 года Василевичского районов Мозырского (до 27 сентября 1930 года и с 21 июня 1935 года по 20 февраля 1938 года) округа, с 20 февраля 1938 года Полесской, с 8 января 1954 года Гомельской областей.
В 1931 году организован колхоз «13-й Красный Октябрь». Во время Великой Отечественной войны каратели 17 января 1943 года сожгли деревню и убили 23 жителей (похоронены в центре деревни). Согласно переписи 1959 года. В память о 69 земляках погибших на фронтах и в партизанской борьбе, около здания школы, в центре деревни, в 1965 году установлена скульптура солдата. Центр СПК «Чкалово-Агро». Расположены комбинат бытового обслуживания, механическая мастерская, лесопилка, мельница, базовая школа, Дом культуры, библиотека, фельдшерско-акушерский пункт, отделение связи, столовая, магазин.
До 30 января 2009 года в составе Боровиковского сельсовета.

## Население

### Численность
- 2021 год — 278 жителей

### Динамика
- 1795 год — 27 дворов
- 1850 год — 35 дворов
- 1885 год — 54 двора, 270 жителей
- 1908 год — 88 дворов 551 житель
- 1930 год — 149 дворов 821 житель
- 1940 год — 123 двора, 738 жителей
- 1959 год — 535 жителей (согласно переписи)
- 2004 год — 167 хозяйств, 392 жителя
- 2021 год — 278 жителей

## Достопримечательность
- Могила жертв фашизма (1943) —  Историко-культурная ценность Республики Беларусь, шифр 313Д000781